# حمية شوربة الملفوف

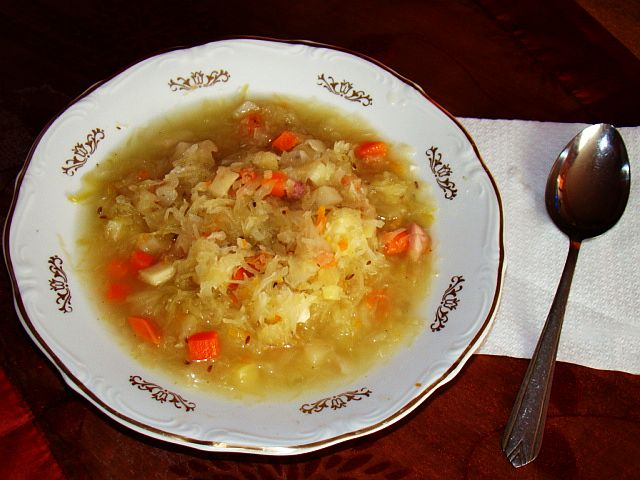

حمية شوربة الملفوف هي حمية لخسارة الوزن تعتمد على تناول بشكل كثيف شوربة الملفوف القليلة الوحدات الحرارية خلال فترة سبعة أيام. يعتبر هذا النظام غير صحيح بحيث هو مصمّم لخسارة الوزن على المدى القصير ولا يتطلّب أي التزام للمدى البعيد. تدّعي هذه الحمية بإنقاص 4.5 كغ من الوزن خلال أسبوع. بما أن أخصائي التغذية يؤكدون أنه غير ممكن خسارة هذه الكمية من الدهون خلال أسبوع فهذا يبيّن أن الكثير من الوزن المفقود هو من الماء.